# Port de La Grève
Le port de La Grève est un port à vocation essentiellement ostréicole situé à La Tremblade, en Charente-Maritime, dans le sud-ouest de la France. Il fait face au port de La Cayenne, à Marennes, et n'est distant que d'un peu plus de 2 kilomètres du port de Coux, à Arvert, en amont sur la même rive. La gare de La Tremblade, située à proximité immédiate, permet d'accéder au site depuis Saujon via un train touristique (train des mouettes).
Aménagé le long d'un chenal (divisé en deux entités : chenal de l'Atelier, à l'arrière du port de plaisance, et Grand chenal jusqu'au débarcadère) long de près de 2,5 kilomètres perpendiculaire à la Seudre, fleuve dont il est tributaire, La Grève est célèbre pour ses nombreuses cabanes ostréicoles en bois et ses pontons qui en font un endroit touristique, particulièrement fréquenté en période estivale. En plus des nombreux « batâs » et plates ostréicoles, il accueille également quelques bateaux de plaisance et de pêche côtière.
Le port de La Grève est un des principaux ports du bassin de Marennes-Oléron, premier bassin producteur d'huîtres d'Europe, célèbre pour ses huîtres vertes élevées en « claires » (bassins d'affinage où elles acquièrent une couleur bleu-vert et une saveur iodée caractéristique sous l'action d'un pigment (marennine) produit par une algue microscopique connue sous le nom de navicule bleue). Au bout du chenal, une jetée en dur correspond à l'ancien embarcadère du bac qui assurait jusqu'à la construction du pont de la Seudre la liaison entre La Tremblade et Marennes, de l'autre côté du fleuve. Des traversées touristiques y sont désormais proposées (liaisons avec Marennes, Saint-Trojan-les-Bains sur l'île d'Oléron et l'île d'Aix).

## Histoire
Le port du Trembledam (ancien nom du port de La Grève), actif depuis le Moyen Âge, est à l'origine au cœur d'une région de marais salants comptant parmi les plus importantes et les plus prospères du royaume de France. Sa situation proche de l'embouchure de la Seudre, artère fluviale majeure, en fait une des plaques tournantes du commerce du sel en Saintonge. Cette denrée a alors une importance considérable, car elle sert avant tout à la conservation des aliments. Des navires venus de toute l'Europe viennent y embarquer ce véritable « or blanc », mais aussi des céréales et du vin.
Au XVIIe siècle, La Tremblade devient un centre de ravitaillement pour les navires en partance pour la Nouvelle-France. On y arme également « pour aller à la pesche du poisson vert au grand banc de Terreneuve » (album de Colbert). Plusieurs chantiers navals y sont implantés, de même que des magasins et des ateliers de la marine royale. On y radoube des navires tels que « La Renommée » du commandant Foran (1662) ou encore « Le Grand » du capitaine Jehan de Lestrille (1675). François de Vendôme, duc de Beaufort, y fait armer ses navires en vue de ses expéditions en Afrique. Le site est pressenti pour accueillir le Grand arsenal maritime du Ponant voulu par Louis XIV (Chaillevette, à quelques kilomètres de là, est également évoqué); les magasins et les corps de la marine royale y sont même brièvement implantés, mais c'est finalement Rochefort, alors un tout petit village perdu au milieu des marais, qui est retenu.
Sous le règne du « Roi Soleil », La Tremblade, comme le reste de la presqu'île d'Arvert, est une région à majorité protestante, et ce en dépit des efforts prodigués par les missionnaires envoyés par le pouvoir royal (Fénelon étant le plus célèbre) et des tracasseries administratives visant à pousser les « brebis égarées » à revenir à la « vraie foi ». En 1682, la révocation de l'édit de Nantes (édit de Fontainebleau) est une nouvelle étape. Les dragons du Roi sont chargés de persuader à leur manière les récalcitrants. Les Protestants se cachent pour célébrer leur culte; alors que commence pour eux la période dite de l'Église du désert, certains décident d'émigrer. Le port de La Tremblade devient un lieu de transit afin de rejoindre clandestinement les « Pays du Refuge » (Pays-Bas, Angleterre et ses colonies nord-américaines).

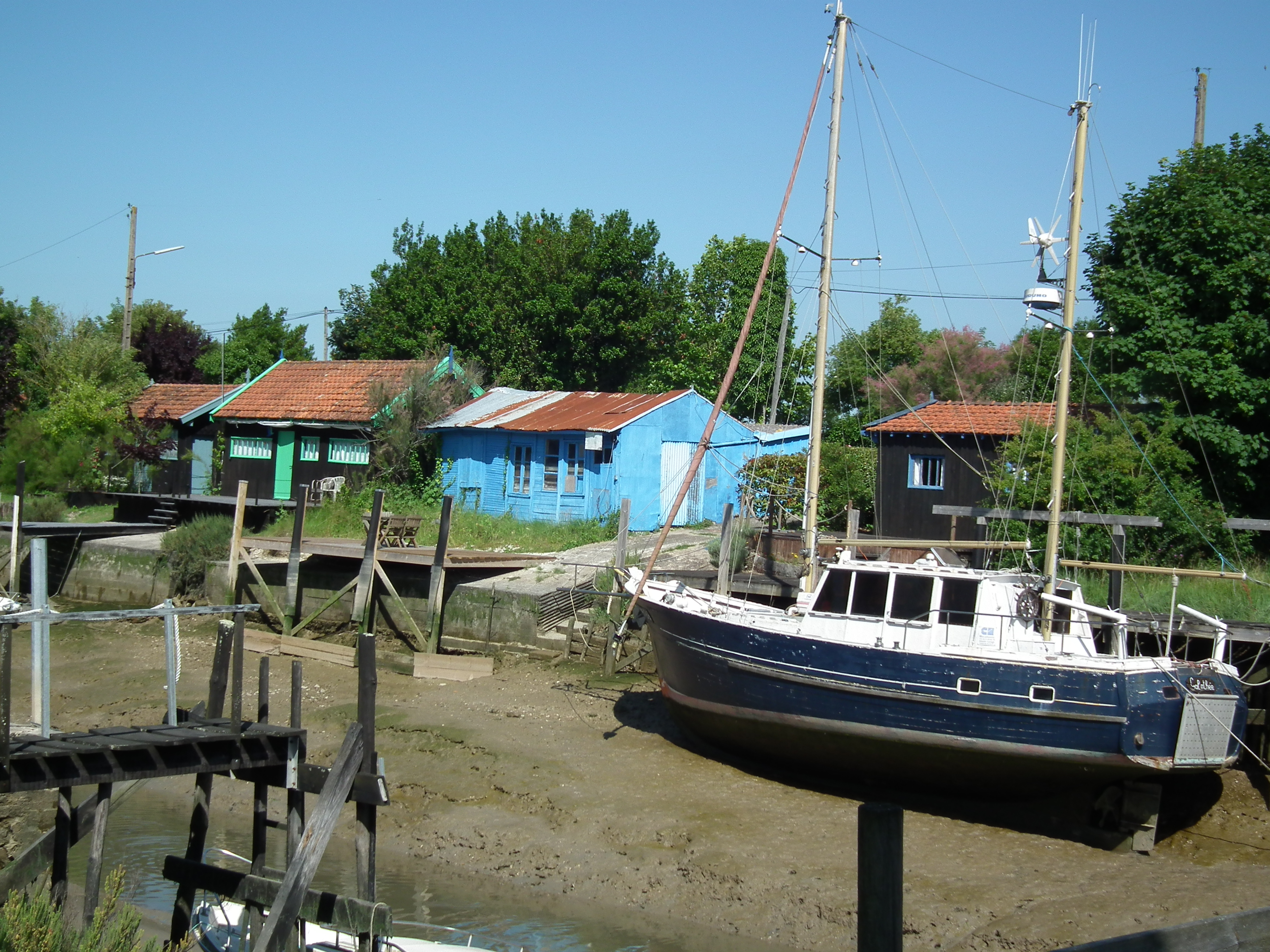
Les cabanes ostréicoles colorées du port et le chenal de La Grève à marée basse.

Au début du XIXe siècle, le port est formé d'une succession de six chenaux plus ou moins praticables. Au cours des années 1820, les autorités décident de « redresser » le chenal, qui prend l'aspect rectiligne qu'on lui connaît toujours aujourd'hui. Une écluse de chasse est mise en place au pont des Prés, ainsi que des cales. De grands travaux de modernisation sont de nouveau entrepris en 1842. Le développement des activités ostréicoles sous le Second Empire entraîne le prolongement de la ligne de chemin de fer Saujon-La Tremblade jusqu'au port de La Grève en 1875, afin que les huîtres puissent être acheminées directement. Le port de La Grève accueillait également un bac permettant de traverser la Seudre, lequel a cessé son activité en 1972, au moment de la construction du pont de la Seudre. Des traversées touristiques sont cependant toujours organisées en juillet-août.
Le port de La Grève est aujourd'hui un des premiers ports ostréicoles du département et du bassin de Marennes-Oléron. Son caractère « typique », avec la présence de cabanes ostréicoles en bois bordées de roses trémières précédées de pontons — l'ensemble illuminé la nuit —, mais aussi des établissements permettant des dégustations et des ventes d'huîtres et de nombreux restaurants, en font un site touristique important, largement mis en avant (brochures touristiques, livres, cartes postales). On y organise ponctuellement des animations en saison, comme la fête de La Grève (concerts, feu d'artifice). Au bout du chenal, un petit parking offre, à l'instar d'un belvédère, une vue panoramique sur le fleuve, la ville de Marennes avec la flèche de son église — haute de 85 mètres, elle est la plus haute du département, et constitue un repère immanquable —, les marais de la Seudre et les ponts de la Seudre et d'Oléron.
Parmi les navires à quai figurent notamment « Le p'tit Falot » (bateau conchylicole à voile aurique), « L'Aiglon » (navire de plaisance « sloop »), « Le Galathée » (bateau océanographique), « Le Vieux Reméde » (bateau de pêche) ou encore le « Guide Me » (ketch).

## Galerie

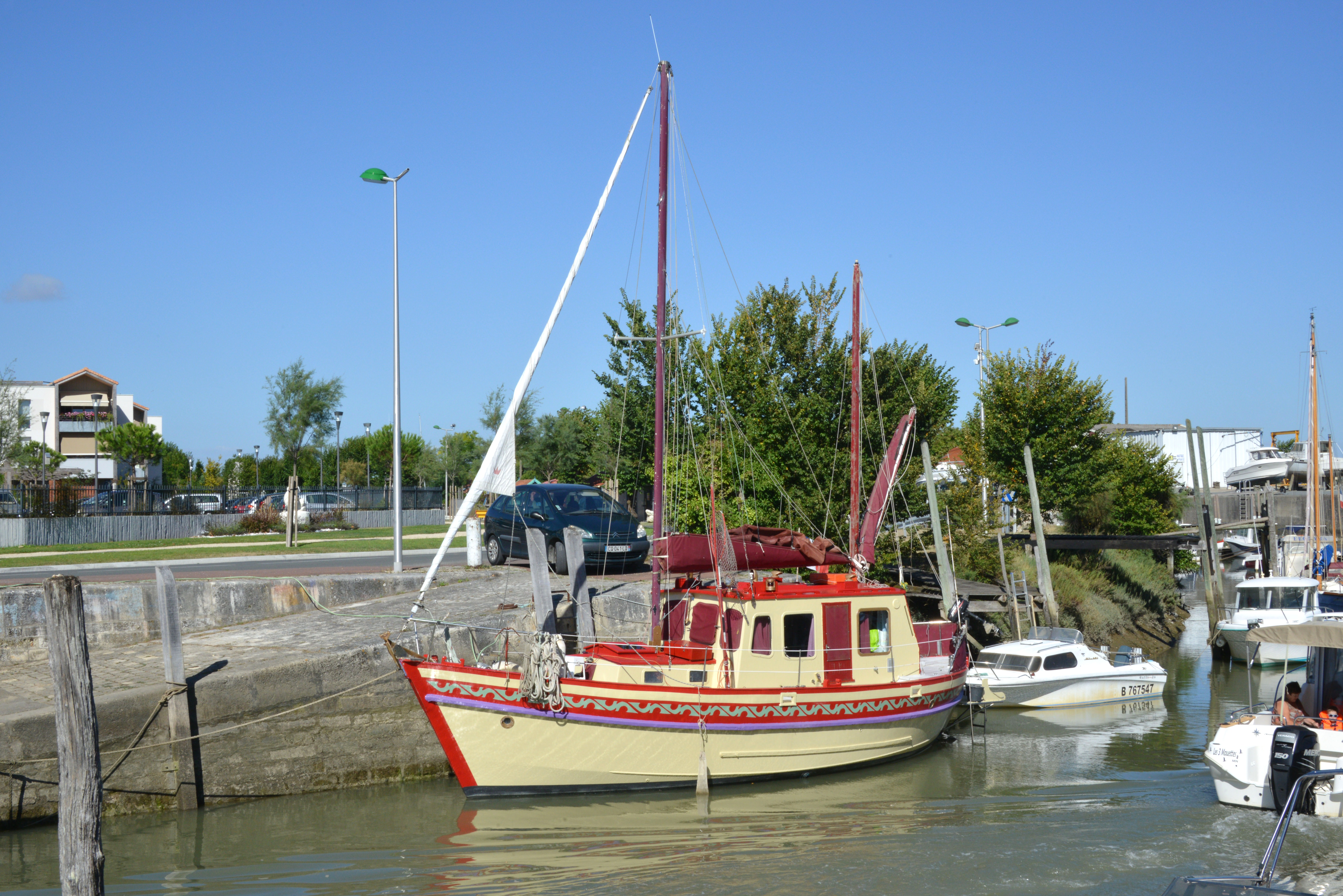
Le voilier « Tiot Galibot », construit en Finlande en 1962.
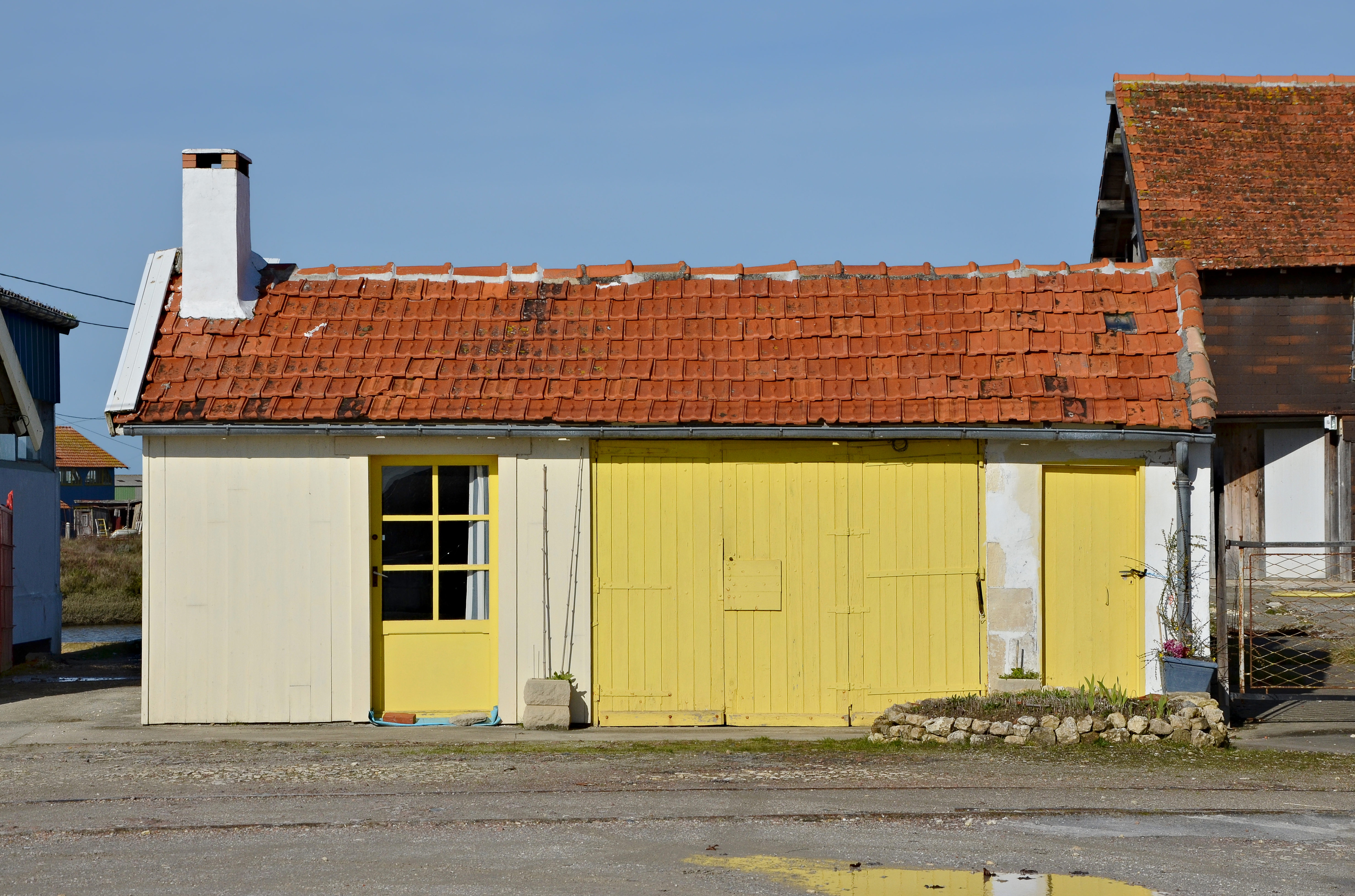
Cabane ostréicole traditionnelle sur le port de La Grève.
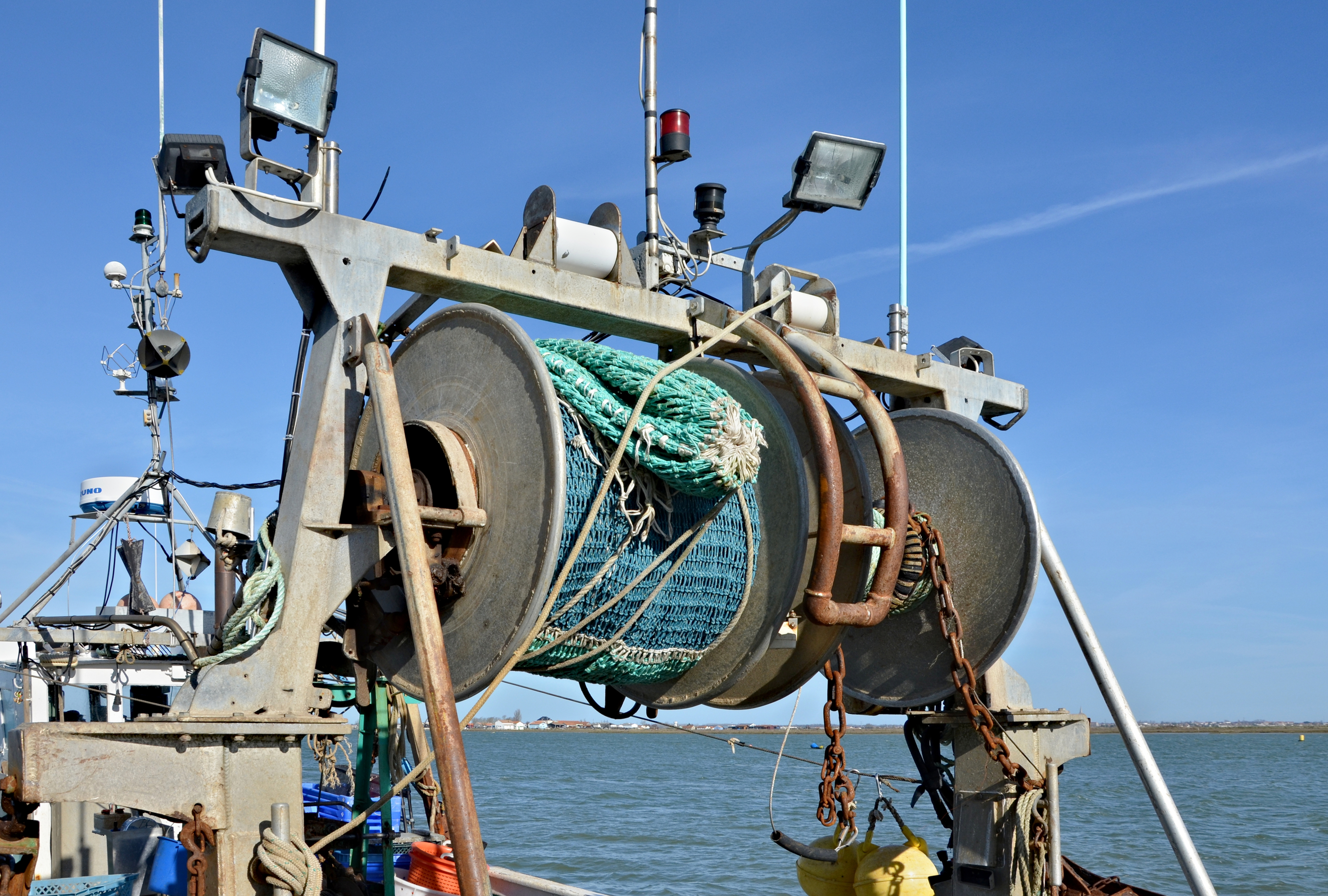
Chalut enroulé à l'arrière d'un bateau de pêche.
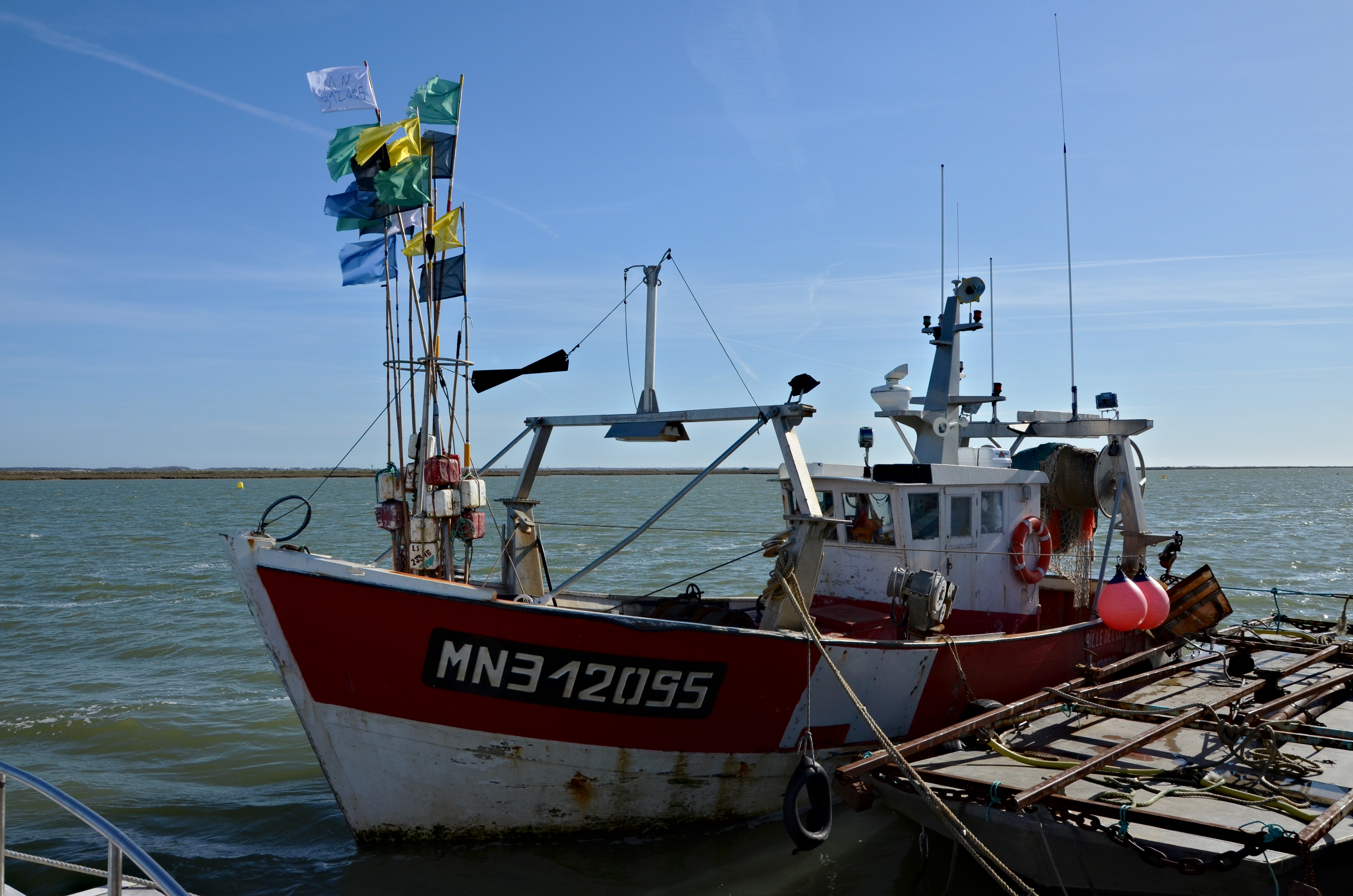
Bateau de pêche amarré.
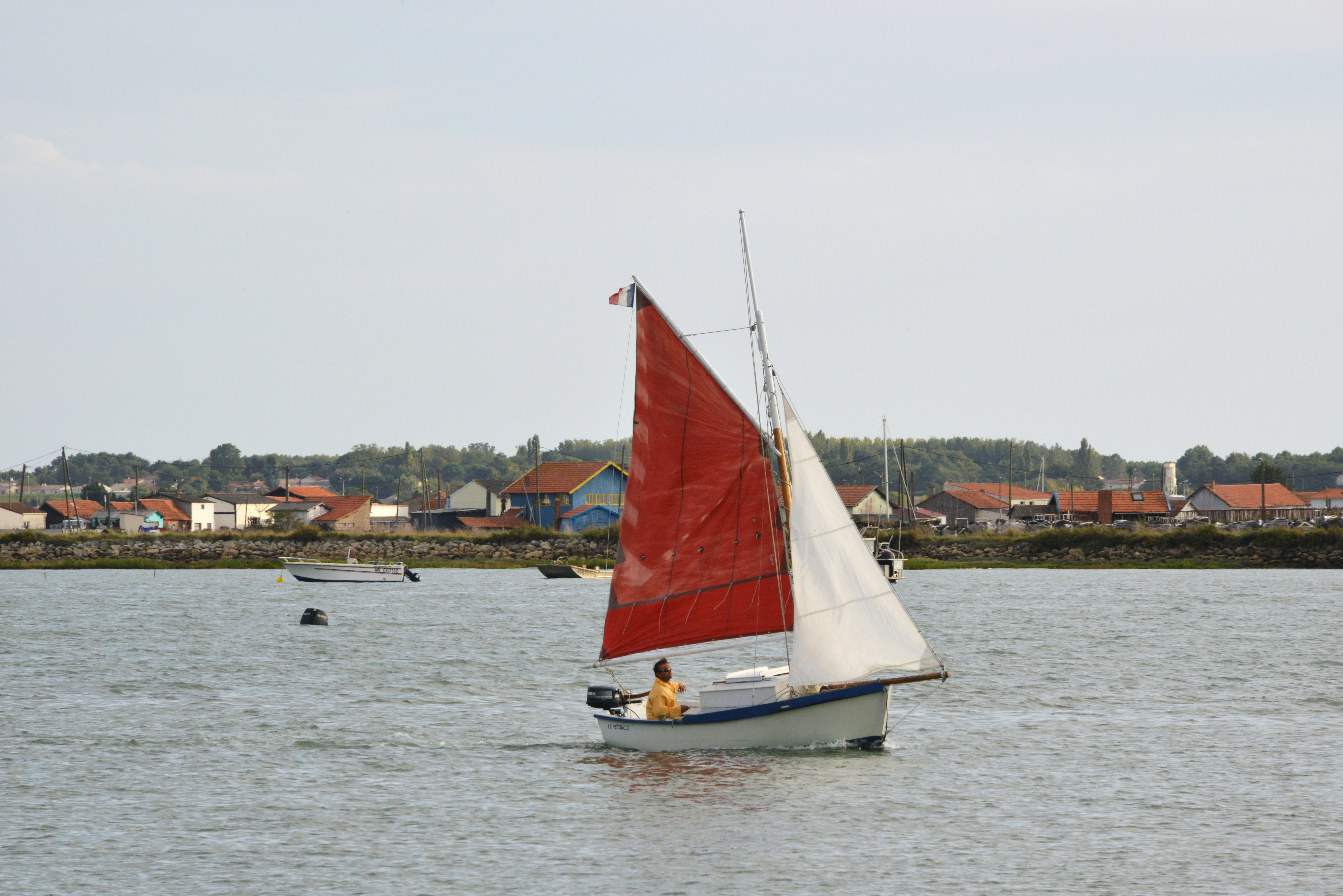
Le sloop « Le Pétoncle » en route vers La Tremblade.
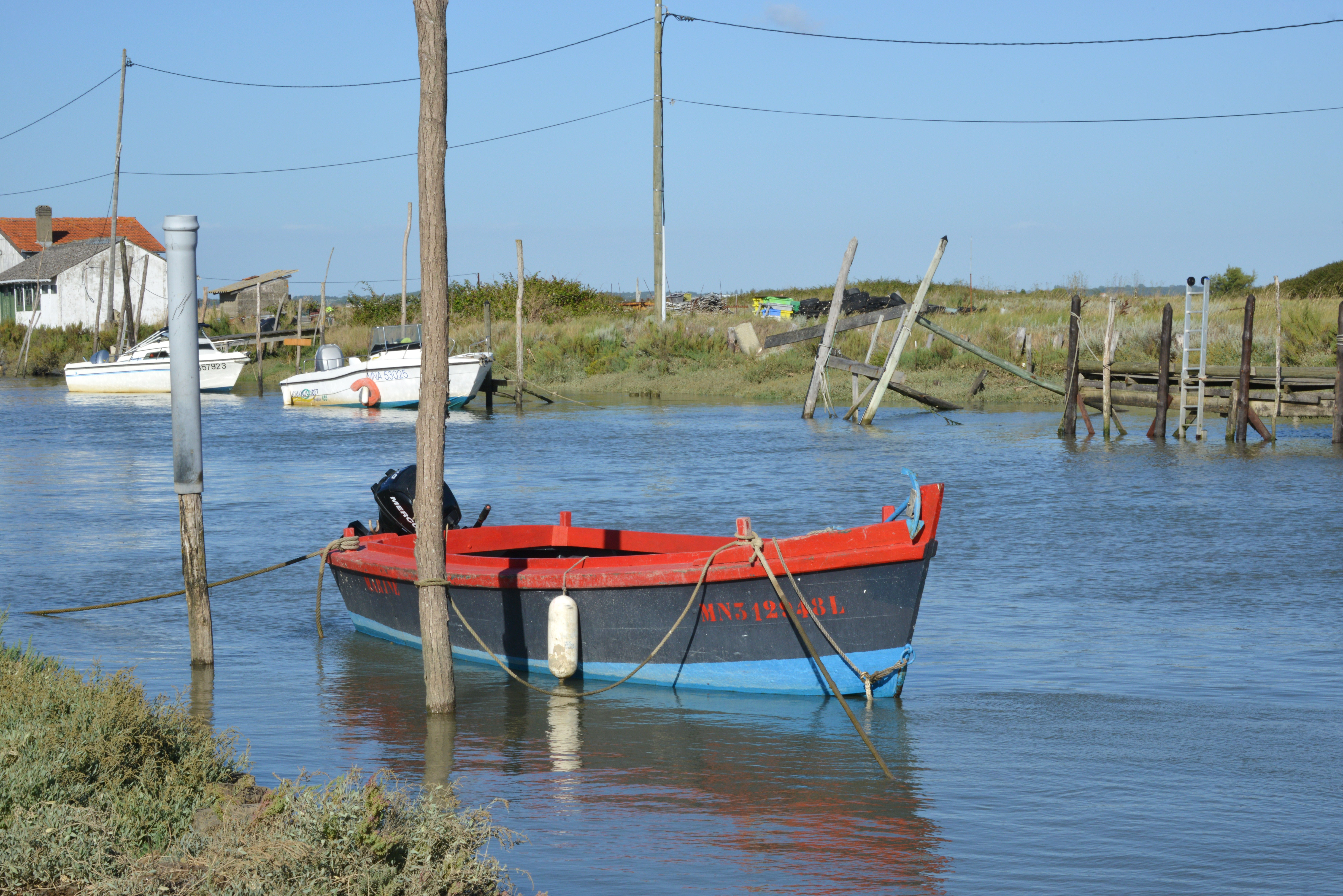
La lasse « Marine » dans le chenal.